# 抗リン脂質抗体症候群
抗リン脂質抗体症候群（こうりんししつこうたいしょうこうぐん、Anti-phospholipid antibody syndrome; APS）は自己免疫疾患のひとつ。自己抗体ができることによって、全身の血液が固まりやすくなり、動脈塞栓・静脈塞栓を繰り返す疾患である。特に習慣性流産や若年者に発症する脳梗塞の原因として重要である。特定疾患のひとつであるが、これだけでは公費対象ではない。

## 歴史
抗リン脂質抗体症候群は、1983年、Harrisらによって報告された疾患概念である。第一例目は全身性エリテマトーデス(SLE)に合併する疾患として報告された。ループスアンチコアグラントや抗リン脂質抗体が陽性となって血栓イベントや習慣流産の原因となるものと報告された。抗リン脂質抗体症候群はSLEを合併しない症例と合併する症例がある。

## 症状、徴候

### 血栓症
血栓症は、動脈、静脈のいずれにも生じ、また全身のどこにでも生じうる。生じる部位には個人差があると言われているが、そのメカニズムはわかっていない。
- 動脈血栓
脳梗塞、心筋梗塞、副腎梗塞、胃十二指腸動脈梗塞、腸間膜動脈閉塞症を指すが、皮膚潰瘍、四肢壊疽を呈することもある。
- 静脈血栓
深部静脈血栓症、脳静脈洞血栓症、肺塞栓症、下大静脈血栓、バッド・キアリ症候群など
- 一度に複数の部位に同時に多発性の血栓症を起こし、生命の危険のある病型を劇症型抗リン脂質抗体症候群と称する。

### 流産
抗リン脂質抗体症候群は習慣流産の原因の一つである。胎盤の血管に生じた血栓が引き起こす胎盤梗塞により、胎児に血液が供給されなくなるのが原因と考えられている。

### その他
網様皮斑、リーブマン・サックス心内膜炎、自己免疫性溶血性貧血などを合併することがある。

## 検査所見
- 凝固系
活性化部分トロンボプラスチン時間が延長する。
- 自己抗体
ループスアンチコアグラント、抗カルジオリピンIgGまたはIgM抗体、抗カルジオリピンβ2GPI抗体が陽性となる。
- 血算
中等度の血小板減少症を伴うことが多い。
- その他
梅毒検査（Serological Test for Syphilis; STS）が陽性となる（生物学的偽陽性、Biological False Positive; BFP）。より梅毒に特異的なTPHA（Treponema pallidum hemagglutination）やFTA-ABS（Fluorescent Treponemal Antibody-ABSorption）が陰性であることが生物学的偽陽性と判断する鍵であるが、梅毒感染初期には同様の検査所見を呈することがあり注意を要する。

## 診断基準
国際的な診断基準が、北海道大学教授の小池隆夫らにより1999年に提唱され、札幌基準（クライテリア）と呼ばれている。これは本症を特徴的臨床所見（血栓塞栓症状または習慣流産）のうちひとつと、特徴的検査所見（自己抗体）のうちひとつを6週間以上の間隔をあけて二回確認されるものとしており、基本的に臨床研究に用いるためにつくられたが現場でも用いられている。2006年、改訂版が提案され、自己抗体確認の間隔が12週間に延長されるなどした。改訂札幌・シドニー基準とよばれる。

## 治療
おおまかに2つの臨床症状に対して治療がなされる。下記の臨床症状がでておらず、抗リン脂質抗体（ループスアンチコアグラントも含む）のみが陽性である場合に、治療を行うかどうかはいまだ議論の分かれるところである。

### 血栓症
血栓症の進行を防ぐため、すなわち2次血栓予防のために薬剤が投与される。脳梗塞などの動脈系の血栓であればアスピリンなどの抗血小板薬が使用される。下大静脈血栓や、動脈血栓で効果が足りないときにはワルファリンを投与する。劇症型抗リン脂質抗体症候群に対し、ステロイド剤やシクロフォスファミドも投与されることがある。

#### 脳梗塞
抗リン脂質抗体症候群と関連が深い神経症状は血管症状としての脳梗塞やTIAであり、APS患者の13.2％で虚血性脳卒中が認められる。日本人では無症候性脳梗塞を含めると抗リン脂質抗体症候群の脳梗塞発症率は61％と高く、代表的な中枢神経病態である。逆に脳梗塞患者における抗リン脂質抗体陽性率は13.5％程度である。脳梗塞では若年者において他の危険因子を持たない場合や再発を繰り返す場合に抗リン脂質抗体が持続陽性ならばAPSを疑う。抗リン脂質抗体症候群の脳梗塞に対してはステロイドや免疫抑制剤は使用せず抗血栓薬を用いる。抗リン脂質抗体症候群では血栓症再発率が高く、抗血栓療法を行っているのにもかかわらず1年間に7％の患者で再発が見られるため二次予防が重要である。脳卒中治療ガイドライン2021では抗リン脂質抗体陽性者の脳梗塞再発予防には第一選択としてワーファリンを考慮してよいと記載されている。しかし推奨度Cでありエビデンスレベルは高くない。膠原病医の見解や診療の慣例と一致していない。また脳卒中診療ガイドラインではDOACに関してワルファリンと比較して脳梗塞再発を抑制できない可能性があり使用を勧められないと記載されている。確かに抗リン脂質抗体症候群患者における動脈血栓症の適切な管理について専門家間でのコンセンサスは乏しく、エビデンスも十分ではない。高齢者の再発性脳梗塞で抗リン脂質抗体陽性者ではPT-INR2.0前後の低用量ワルファリンとアスピリンで効果に差がないという報告がある。抗リン脂質抗体症候群患者の動脈血栓症ではPT-INR 2.0-3.0の通常量ワルファリンとアスピリンの併用療法を第一選択とし、高齢者にはアスピリン単剤という意見もある。適切な治療においても再発を繰り返す場合はワルファリンをヘパリンへ変更する。あるいは抗血小板2剤併用療法という意見もある。とくに北海道大学からの報告ではワーファリンよりも抗血小板薬2剤併用の方が再発率が低かった。

### 不育症、流産の治療
自己免疫によるものとしては血液凝固異常をきたす抗リン脂質抗体症候群（APS）が有名である。不育症の患者の場合は以前に自己免疫疾患の基準を満たさなかったとしても20%の頻度で自己抗体が陽性になることが知られており特に重要視されているのが抗リン脂質抗体である。抗リン脂質抗体としてはループスアンチコアグラント、抗カルジオリピン抗体、抗カルジオリピン・β2GPI複合体抗体、抗フォスファチジルエタノールアミン（PE）抗体、抗フォスファチジルセリン（CL）抗体（抗プロトロンビン抗体）、抗アネキシンV抗体などが知られている。ループスアンチコアグラントは生体外ではリン脂質依存性のaPTTの延長を示すが生体内では血栓症を引き起こすことが知られている。抗カルジオリピン・β2GPI複合体抗体は抗カルジオリピン抗体のうち血栓症の病的意義が明らかになっている抗体である。抗PE抗体と同様にキニノーゲンに結合する。抗CL抗体はプロトロンビンに結合する。2006年度のAPS分類基準では不育症を認めた場合は比較的容易にAPSと診断されることに注意が必要である。APSによる不育症の治療としては低用量アスピリン療法（LDA）、ヘパリン療法、両者の併用療法、免疫グロブリン静注が知られている。十分なエビデンスは2008年現在存在しないがヘパリン・アスピリン併用療法が一般的である。LDAの投与量は40〜100mgである。これは脳血管障害といった病的血管に対しての投与量よりもさらに少量でよいという考え方があるからである。アスピリンの投与に関しては投与期間に関してはコンセンサスを得られていない。妊娠前から投与することもあるし、妊娠が判明してから投与することもある。36週までで投与を中止することが多いがこれは流産、死産のリスクのためであり、催奇形性はない。他のNSAIDs同様に動脈管早期閉鎖などが関与していると考えられている。ヘパリンに関しては教育入院の後、ヘパリンカルシウム（カプロシン）5000単位の12時間ごとの皮下注を行うことが多い。よりリスクが低いと考えられている低分子ヘパリンの皮下注用製剤としてはエノキサバリンが認可される見込みがある。なおこれら血栓症の治療薬は分娩後も継続するのが一般的である。帝王切開では12時間後より、経腟分娩では6時間後より使用を再開し、6〜8週間にワーファリンに切り替える。アスピリンは継続することが多い。ワーファリンは催奇形性があることから妊娠中は用いたくない薬の一つである。ステロイド剤もリスク減少が報告されるが、ステロイド剤自体も胎児リスクを有する薬剤である点に留意すべきである。その他、血栓性の不育症を起こすものはループスアンチコアグラント、抗カルジオリピン抗体といった免疫学的な異常によって引き起こされる凝固異常の他、第XII因子、プロテインC、プロテインS、アンチトロンビンIIIの欠乏なども血栓症による胎盤機能不全による不育症を起こすことが知られている。第XII因子は肺塞栓症の原因としてもよく知られている。通常は50%以下で不足と考えるが60%程度でも注意が必要である。プロテインC、プロテインS、アンチトロンビンIIIの欠乏は頻度としては非常に少ない。

## 予後
重篤な合併症からも予想されるように、本症は生命予後に影響する。全身性エリテマトーデスに本症を合併している患者は、そうでない患者よりも予後が悪い。